# Catherine Bégin
Pour les articles homonymes, voir Begin.
Catherine Bégin (née le 22 avril 1939 à Bois-Colombes, France, et morte le 29 décembre 2013 à Montréal, Canada,,,) est une comédienne québécoise.

## Biographie
Catherine Bégin est issue de l’union d’un père québécois, Lucien Bégin (1895-1964) ingénieur du son, et d’une mère belge, Marie-Louise Vanhavre ou Van Havre (1906-1967), comptable formée en Angleterre, qui se sont épousés en 1935. La guerre est déclarée alors que les parents sont à Paris. Ils fuient à Périgueux, puis s'embarquent pour Lisbonne, pour ensuite arriver à Montréal en août 1941.
Elle est la troisième enfant d’une famille de sept. L'aînée, Monique Bégin, sera ministre dans le cabinet canadien de Pierre-Elliott Trudeau. Sa sœur cadette, Marie Bégin, est comédienne elle aussi.
Catherine Bégin est diplômée du Conservatoire d'art dramatique de Montréal, promotion 1959.
Elle a tenu plus d’une centaine de rôles à la scène où elle campe des personnages forts auxquels elle prête sa voix reconnaissable entre toutes. Souvent amenée à fréquenter le répertoire classique (Euripide, Corneille, Racine,  Molière, Musset, Marivaux, Beaumarchais, Tchekhov) ou contemporain (Cocteau, Arrabal, Bernhardt), elle est aussi présente dans des créations québécoises (Marcel Dubé, Réjean Ducharme, Jovette Marchessault, Michel Garneau, Evelyne de la Chenelière). On retiendra ses interprétations de Madame Rosa (La vie devant soi), Hécube (Les Troyennes), La Mé (Jouliks) qui lui a valu un Masque de la meilleure interprétation féminine dans un rôle de soutien, Mme Chasen (Harold et Maude), Madame Blavatsky (Madame Blavatsky, spirite), Madame de Volanges (Les Liaisons dangereuses), Andromaque (Andromaque) et son dernier rôle à la scène, la reine Marie-Éléonore dans Christine, la reine-garçon de Michel Marc Bouchard.
On l’a vue dans une trentaine de téléthéâtres de la Société Radio-Canada et dans une vingtaine de téléromans, dont Septième nord, Symphorien, Grand-papa, Le parc des braves, Des dames de cœur, Un signe de feu et Virginie. Elle a eu sa propre comédie de situation, Caroline, à Radio-Canada durant la saison 1979-80.
Au grand écran, elle joue sous la direction de, notamment, Jean-Claude Lord (Délivrez-nous du mal, Panique), Denys Arcand (Stardom), Bernard Émond (Contre toute espérance), Ghyslaine Côté (Le Secret de ma mère) et Denis Côté (Elle veut le chaos). Elle incarne le troublant personnage de Mademoiselle dans le film de genre Martyrs de Pascal Laugier. L’une de ses dernières prestations au cinéma la donne à voir dans le rôle de la flamboyante Mamy Rose, sous la direction de Xavier Dolan dans Laurence Anyways.
Selon Christian Saint-Pierre, le jeu de Catherine Bégin « tout en poigne, la guide souvent vers des rôles d'autorité. Si elle est très agile dans ce registre, elle arrive aussi à émouvoir avec superbe ».
Enseignante à l’option théâtre du Collège Lionel-Groulx, elle a contribué à former des cohortes de jeunes comédiens,.
Impliquée dans la cause d’une meilleure reconnaissance de l’importance des arts et de l’amélioration de la condition des artistes et créateurs du Québec, Catherine Bégin a agi comme porte-parole de la Coalition du monde des arts et des affaires culturelles (1986-1990). Elle a notamment participé aux travaux des conseils d’administration de l’Union des artistes (1976-1980) et de l’Association des directeurs de théâtre (1980-1984). Elle a présidé le Conseil québécois du théâtre (1986-1990) et l'Académie québécoise du théâtre (1999-2003).
Le fonds d’archives de Catherine Bégin (P964) est conservé au centre BAnQ Vieux-Montréal  de Bibliothèque et Archives nationales du Québec.

## Théâtre
- 1959 : Cinna (Pierre Corneille)
- 1961 : La soif d’aimer (Éloi de Grandmont)
- 1963 : Britannicus (Jean Racine)
- 1963 : Patate (Marcel Achard)
- 1964 : Guillaume le confident (Gabriel Arout et Jean Loche)
- 1965 - 1966 : Horace (Pierre Corneille)
- 1966 : Une folie (Sacha Guitry)
- 1967 : Le système Ribadier (Georges Feydeau)
- 1967 - 1968 : Le bourgeois gentilhomme (Molière)
- 1968 : La crécelle (Charles Dyer)
- 1970 : Le cri de l’engoulevent (Guy Dufresne)
- 1973 - 1974 : Le saut du lit (Ray Cooney et John Chapman)
- 1974 : Teresa (Natalia Ginzburg)
- 1974 : Deux et deux font sexe (Leslei Darbon et Richard Harris)
- 1975 : La libellule (Aldo Nicolaï)
- 1976 : Inès Pérée et Inat Tendue (Réjean Ducharme)
- 1976 : Les Maxibules (Marcel Aymé)
- 1977 : À vos souhaits (Pierre Chesnot)
- 1979 : Harold et Maude (Colin Higgins)
- 1981 : Quelque part… un lac (Albert Millaire)
- 1983 : Le dernier round (Michael Cristofer)
- 1984 : La ronde (Arthur Schnitzler)
- 1985 : L’heureux stratagème (Marivaux)
- 1985 : Chacun sa vérité (Luigi Pirandello)
- 1985 : Drôle de Valentin (Denis R. Anderson)
- 1986 : On m’appelle Émilie (Maria Pacôme)
- 1986 : Nuit d’amour d’un moulin à paroles (Charles Dyer)
- 1987 : Le mariage de Figaro (Beaumarchais)
- 1989 : Les liaisons dangereuses (Christoper Hampton)
- 1989 : Les mensonges de papa (Jean-Raymond Marcoux)
- 1990 : Le voyage magnifique d’Émily Carr (Jovette Marchessault)
- 2005 : Jouliks (Marie-Christine Lê-Huu) — la Mé
- 2011: Ana (Clare Duffy et Pierre Yves Lemieux)
- 2012 : Christine, la reine-garçon (Michel Marc Bouchard) — La très vieille reine-mère

## Filmographie

### Cinéma
- 1969 : Délivrez-nous du mal — Lucille
- 1973 : And I Love You Dearly — Janet
- 1973 : La Maîtresse —  Janet
- 1974 : Les Beaux Dimanches — Hélène
- 1977 : The Uncanny — Madeleine
- 1977 : Panique — rôle inconnu
- 1984 : Covergirl — Sonia
- 2000 : Stardom — rôle inconnu
- 2000 : Méchant party — La dame au guichet automatique
- 2006 : Le Secret de ma mère — Fleurette
- 2007 : La Brunante — Gisèle
- 2008 : Martyrs — Mademoiselle
- 2012 : Laurence Anyways de Xavier Dolan — Mamy Rose

### Télévision
- 1959 - 1961 : En haut de la pente douce (série TV) — Diane Chevalier
- 1960 - 1962 : La Côte de sable (série TV) — Suzanne
- 1962 : Comme tu me veux (télé-théâtre)
- 1963 - 1967 : Septième nord (série TV) — Renée Daigneault
- 1964 - 1965 : Monsieur Lecoq (série TV) — Blanche de Courtomieu
- 1968 - 1972 : Le Paradis terrestre (série TV) — Denise Dumouchel
- 1970 - 1977 : Symphorien (série TV) — Diane Beaulac
- 1971 : Au retour des oies blanches (TV)
- 1976 - 1979 : Grand-Papa (série TV) — Marguerite
- 1979 - 1980 : Caroline (série TV) — Caroline Duplain
- 1983 - 1985 : La Vie promise (série TV) — Dorothée
- 1984 - 1985 : Le 101, ouest, avenue des Pins (série TV) — Geneviève
- 1984 - 1988 : Le Parc des braves (série TV) — Corinne St-Pierre
- 1986 : La Clé des champs (série TV) — Pauline
- 1986 - 1989 : Des dames de cœur (série TV) — Micheline Gagnon
- 1989 - 1991 : Un signe de feu (série TV) — Micheline Gagnon
- 1993 : Catherine Courage (TV) — Mme Thoré-Dumont
- 1994 : Les grands procès (TV) — Madame Biard
- 1997 : Paparazzi (série TV) — Mireille
- 1997 : L'Enfant des Appalaches (TV) — Gertrude
- 1998 - 2001 : Virginie (série TV) — Pauline Guérin
- 2003 : Le Cœur découvert — Noëlla
- 2004 : Smash (feuilleton TV) — Madame Boivin
- 2006 - 2007 : Kif-Kif (série TV) — Ludmilla Taillefer
- 2009 : Tout sur moi — Mère du constable Thibodeau
- 2012 : Unité 9 — Jeannine Petit

## Distinctions
- 1998 : Prix Victor-Morin
- 2005 : Masque de la meilleure interprétation féminine de soutien, pour Jouliks
- 2014 : Prix Gémeaux: Interprétation féminine : Médias numérique. : Fiction pour Michaëlle en sacrament